# Nicolas Lopez
Nicolas Lopez (n. 14 noiembrie 1980, Tarbes, Midi-Pyrénées, Franța) este un fost scrimer francez specializat pe sabie, laureat cu argint la individual și cu aur pe echipe la Jocurile Olimpice de vară din 2008. A fost campion mondial pe echipe în anul 2006.